# Баэс, Клаудио
Жан-Клод Бель Он (исп. Jean Claude Bell Hohn, более известен как Клаудио Баэс (исп. Claudio Báez, 23 марта 1948, Гвадалахара — 19 ноября 2017, Мехико, Мексика) — мексиканский актёр.

## Биография
Родился 23 марта 1948 года в Гвадалахаре в семье выходцев из Франции. В юности играл в рок-группе, затем окончил университет по специальности «Ветеринария», однако предпочёл актёрскую карьеру. Российскому зрителю актёр известен благодаря сериалам «Дикая Роза», «Моя вторая мама» и «Просто Мария». Актёр был одним из самых популярных и «долгоиграющих» в мексиканском кинематографе. За всю свою кинематографическую карьеру он снялся более чем в 100 фильмах и телесериалах. В Мексике актёра в шутку называли «Мой отец» по блистательному исполнению роли Густаво дель Вильяра в телесериале «Просто Мария» (1989).
Скончался 19 ноября 2017 года в Мехико от ХОБЛа.

### Личная жизнь
Второй супругой Клаудио Баэса была известная мексиканская актриса Исаура Эспиноса (род. 1956). От этого брака у Баэса двое детей: сын Хорхе Клаудио (1989) и дочь Мария Клаудиа (1990). Однако личная жизнь у них не сложилась — они развелись. От первого брака у Баэса есть сын Родриго.

## Фильмография

### ТелесериалыТелевисы
- 1979 — Богатые тоже плачут / Los Ricos también lloran
- 1984 — Гваделупе / Guadalupe
- 1987 — Дикая Роза / Rosa salvaje — Федерико Роблес
- 1989 — Моя вторая мама / Mi segunda madre — Херардо Пенья
- 1989 — Просто Мария / Simplemente Maria — Густаво дель Вильяр
- 1992 — Американская карусель / Carrusel de las Américas
- 1993 — Две женщины, одна судьба / Dos mujeres, un camino — Энрике Видаль
- 1995 — Самая большая премия / El premio mayor — Серхио
- 1996 — Ты и я / Tú y Yo — Роберто Альварес
- 1998 — Ради твоей любви / Por tu amor — Лусиано Игерас
- 2001 — Злоумышленница / La intrusa — Алирио де Хесус Рольдан
- 2001 — Красивая женщина / Mujer bonita — Сомоса
- 2006 — Жестокий мир / Mundo de fieras — Федерико Веласкес
- 2010 — Я твоя хозяйка / Soy tu dueña — Оскар Ампудия
- 2012 — Убежище для любви / Un refugio para el amor — Ластра